# Phytomyza ripara
Phytomyza ripara este o specie de muște din genul Phytomyza, familia Agromyzidae. A fost descrisă pentru prima dată de Van der Wulp în anul 1871.
Este endemică în Germania. Conform Catalogue of Life specia Phytomyza ripara nu are subspecii cunoscute.